# Ligne de tramway 330/1
Ne doit pas être confondu avec Ligne de tramway 330/2.
La ligne 330/1 d'après son numéro de tableau horaire est une ancienne ligne de tramway du Groupe de Courtrai de la Société nationale des chemins de fer vicinaux (SNCV) qui a fonctionné entre le 5 janvier 1906 et le 6 avril 1952.

## Histoire
La ligne est mise en service le 5 janvier 1906 entre Ardoye et le canal Roulers-Lys à Izegem (nouvelle section, capital 152).
Les lignes 537, 538 et 539 sont supprimées le 6 avril 1952 entrainant la fermeture à tout-trafic des sections Gullegem Bank (- Zwevezele Hille) - Bruges Porte Sainte-Catherine et Zwevezele Hille - Tielt,,,.

## Exploitation

### Horaires
Tableaux :
- 330/1 en 1931[5] ;
- 537 en 1950[6].